# Apollonia Sterckx
Apollonia Sterckx (Etterbeek, 21 augustus 2006) is een Belgische actrice, bekend van haar rol als Britney Van Notegem (Britt) in de televisieserie Thuis. Verder speelde ze in de kortfilm Waarom wraak? (2019) van Noa Jacobs en in de film Leeuwin (2023). Ze is ook actief als dj, onder de naam API DJ.

## Biografie
Ze studeerde in het middelbaar economie-moderne talen in het Sint-Pieterscollege in Leuven.
Haar mama Victoria Vandenhove werkt als haarstylist, ook voor de VRT en Thuis.
Ze is, net als haar moeder, geïnteresseerd in mode.
In september 2023 twijfelde ze over haar verdere studies: “(…) tussen een opleiding toneel en drama aan het RITCS (Royal Institute for Theatre, Cinema & Sound) in Brussel of het Lemmensinstituut in Leuven (Luca School of Arts, red.) en een opleiding Rechten aan de universiteit”.

## Filmografie

### Film
- 2019: #Real_Friends, als Evelien
- 2019: Waarom wraak?, als Manou
- 2023: Leeuwin, als Jitte
- 2024: Yamas!, als Maria

### Televisie
- 2018 - ...: Thuis, als Britney Van Notegem: 
  - van 2 juni 2006 (aflevering 2025) tot en met 5 juni 2018 (aflevering 4442) vertolkt door diverse kinderen, waaronder Apollonia.[7]
  - haar mama en papa zijn Eddy Van Noteghem en Nancy De Grote.[7]
- 2023: Jordy doet Ibiza, gastrol[8]